# Ministério do Esporte (Brasil)
O Ministério do Esporte (ME) é um ministério brasileiro criado em 1995 pelo então presidente Fernando Henrique Cardoso.

## História

### Ministério da Educação e Cultura
A história institucional do esporte no Brasil teve início em 1937, quando, por intermédio da Lei n° 378 de 13 de janeiro de 1937, foi criada a Divisão de Educação Física do Ministério da Educação e Cultura (DEF), que teve como diretores: Major João Barbosa Leite, Coronel Caio Mário de Noronha Miranda, Professor Alfredo Colombo, General Antônio Pires de Castro Filho, Coronel Genival de Freitas e Coronel Arthur Orlando da Costa Ferreira.
Em 1970, a divisão foi transformada em Departamento de Educação Física e Desportos, ainda veiculada ao Ministério da Educação e Cultura, e teve como diretores: Coronel Eric Tinoco Marques e Coronel Osny Vasconcellos.
Na sequência, em 1978, este departamento foi transformado em Secretaria de Educação Física e Desporto, ainda ligado ao Ministério da Educação, e assim permaneceu até 1989. Entre os secretários estão: Péricles de Souza Cavalcanti (79 a 85), Bruno Luiz Ribeiro da Silveira (85 a 87), Manoel José Gomes Tubino (fevereiro a março/87), Júlio César (março a dezembro/87), Alfredo Alberto Leal Nunes (janeiro/88 a fevereiro/89) e, por último, Manoel Gomes Tubino, novamente, até dezembro de 1989.
O então presidente Fernando Collor de Melo, em 1990, extingue a Secretaria ligada ao Ministério da Educação e cria a Secretaria de Desportos da Presidência da República, cujos secretários foram os ex-atletas Arthur Antunes Coimbra - Zico (março/91 a abril/91) e Bernard Rajzman (abril/91 a outubro/92).
Após a saída do presidente Collor, o esporte voltou a ser vinculado ao Ministério da Educação, com a Secretaria de Desportos, tendo com secretários: Márcio Baroukel de Souza (1992 a 1994) e Marcos André da Costa Berenguer (1994 a 1995).
Antes de sua criação o tema de esporte era administrado pelo Ministério da Educação (MEC), desde 1937. Na época do governo de FHC o Ministério da Educação chegou a ter uma secretaria especifica para tratar do assunto, mas nunca com grande foco.

### Ministério do Esporte
Em 1995, o esporte ganhou pasta própria, Ministério Extraordinário do Esporte, mas ainda cabia à Secretaria de Desportos, vinculada ao MEC, apoio técnico e administrativo. Em março de 1995, a secretaria é transformada no Instituto Nacional de Desenvolvimento do Desporto (INDESP), sendo desvinculado do MEC e subordinado ao novo ministério.
Em 31 de dezembro de 1998, pela medida provisória n° 1.794-8, o ministério englobou o tema de turismo e passou a ser chamado Ministério do Esporte e Turismo. O INDESP continuou vinculado ao ministério. O então deputado federal Rafael Grecca foi o primeiro a assumir a pasta (1999 e 2000), sucedido, em maio de 2000, por Carlos Carmo Melles (2000 a 2002). O instituto ficou sob a direção do Prof. Manoel Gomes Tubino (junho a outubro/99), tendo como sucessor Augusto Carlos Garcia de Viveiros (1999).
Em outubro de 2000, o INDESP é extinto e substituído pela Secretaria Nacional de Esporte. O primeiro secretário foi José Otávio Germano (dezembro/2000 a fevereiro/2001). Em seguida, foi nomeado Lars Schmidt Grael (2001 e 2002). Em março de 2002, o ministro do Esporte e Turismo passa a ser Caio Luiz Cibella de Carvalho, que ficou até dezembro do mesmo ano.
Em abril de 2002, é criado o Conselho Nacional do Esporte, órgão colegiado consultivo, deliberativo e deliberativo que passa a discutir e deliberar sobre a Política Nacional do Esporte no Brasil.
No início do governo do presidente Luiz Inácio Lula da Silva o tema de turismo ganhou pasta própria e o ministério passou a ser chamado de Ministério do Esporte.
Agnelo Queiroz, então deputado federal, assumiu o então recém criado Ministério do Esporte em janeiro de 2003. Em 31 de março de 2006, deixou o cargo para candidatar-se ao Senado. Quem assumiu o Ministério interinamente foi o secretário executivo, Orlando Silva Júnior, o mais jovem ministro do Brasil, com 34 anos. Orlando Silva foi confirmado como ministro do Esporte em 2006, cargo que ocupou até o dia 26 de outubro de 2011. Antes de ocupar a pasta também exerceu o cargo de Secretário Nacional de Esporte e Secretário Nacional de Esporte Educacional. No dia 31 de outubro de 2011 tomou posse ministro Aldo Rebelo. O titular da Pasta presidiu a Câmara dos Deputados entre 2005 e 2007 e foi ministro de Relações Institucionais em 2004 e 2005, no governo de Luiz Inácio Lula da Silva.
No dia 2 de janeiro de 2015 o deputado federal George Hilton assumiu a pasta. A Presidência da República anunciou no dia 30 de março de 2016 o nome de Ricardo Leyser Gonçalves, de 45 anos, para assumir de forma interina o comando do Ministério do Esporte.
Em 12 de maio de 2016 tomou posse como ministro do Esporte o deputado federal Leonardo Picciani (RJ).

### Extinção no Governo Jair Bolsonaro
Em 1 de janeiro de 2019, no governo Bolsonaro a pasta do esporte foi incorporada ao Ministério da Cidadania, juntamente com o Ministério do Cultura e Ministério do Desenvolvimento Social. Naquele momento, Ronaldo Vieira Bento era o ministro.

### Recriação no Governo Lula
Em dezembro de 2022 foi anunciado que o ministério seria recriado pelo terceiro governo Lula. Em 29 de dezembro de 2022 foi anunciado que a futura ministra dos Esportes seria a ex-jogadora de vôlei Ana Moser.

## Atribuições
É responsável por construir uma política nacional de esporte. Além de desenvolver o esporte de alto rendimento, o ministério trabalha ações de inclusão social por meio do esporte, garantindo à população brasileira o acesso gratuito à prática esportiva, qualidade de vida e desenvolvimento humano.

## Ministros
Os ministros:
| Nº                                     | Foto                                   | Nome                                          | Órgão                                  | Início                 | Fim                    | Presidente                |
| -------------------------------------- | -------------------------------------- | --------------------------------------------- | -------------------------------------- | ---------------------- | ---------------------- | ------------------------- |
| 1                                      |                                        | Pelé                                          | Ministério Extraordinário do Esporte   | 1 de janeiro de 1995   | 1 de janeiro de 1999   | Fernando Henrique Cardoso |
| 2                                      |                                        | Rafael Greca                                  | Ministério do Esporte e Turismo        | 1 de janeiro de 1999   | 5 de maio de 2000      | Fernando Henrique Cardoso |
| 3                                      |                                        | Carlos Melles                                 | Ministério do Esporte e Turismo        | 9 de maio de 2000      | 8 de março de 2002     | Fernando Henrique Cardoso |
| 4                                      |                                        | Caio Cibella de Carvalho                      | Ministério do Esporte e Turismo        | 8 de março de 2002     | 1 de janeiro de 2003   | Fernando Henrique Cardoso |
| 5                                      |                                        | Agnelo Queiroz                                | Ministério do Esporte                  | 1 de janeiro de 2003   | 1 de fevereiro de 2003 | Luiz Inácio Lula da Silva |
| —                                      |                                        | Francisco Gil Castello Branco Neto (interino) | Ministério do Esporte                  | 1 de fevereiro de 2003 | 2 de fevereiro de 2003 | Luiz Inácio Lula da Silva |
| 5                                      |                                        | Agnelo Queiroz                                | Ministério do Esporte                  | 2 de fevereiro de 2003 | 1 de abril de 2006     | Luiz Inácio Lula da Silva |
| 6                                      |                                        | Orlando Silva                                 | Ministério do Esporte                  | 1 de abril de 2006     | 1 de janeiro de 2011   | Luiz Inácio Lula da Silva |
| 6                                      | 1 de janeiro de 2011                   | Orlando Silva                                 | Ministério do Esporte                  | 26 de outubro de 2011  | Dilma Rousseff         |                           |
| 7                                      |                                        | Aldo Rebelo                                   | Ministério do Esporte                  | 27 de outubro de 2011  | Dilma Rousseff         | 1 de janeiro de 2015      |
| 8                                      |                                        | George Hilton                                 | Ministério do Esporte                  | 1 de janeiro de 2015   | Dilma Rousseff         | 30 de março de 2016       |
| 9                                      |                                        | Ricardo Leyser                                | Ministério do Esporte                  | 31 de março de 2016    | Dilma Rousseff         | 12 de maio de 2016        |
| 10                                     |                                        | Leonardo Picciani                             | Ministério do Esporte                  | 12 de maio de 2016     | 10 de abril de 2018    | Michel Temer              |
| 11                                     |                                        | Leandro Cruz Fróes da Silva                   | Ministério do Esporte                  | 10 de abril de 2018    | 31 de dezembro de 2018 | Michel Temer              |
| Incorporado ao Ministério da Cidadania | Incorporado ao Ministério da Cidadania | Incorporado ao Ministério da Cidadania        | Incorporado ao Ministério da Cidadania | 1 de janeiro de 2019   | 31 de dezembro de 2022 | Jair Bolsonaro            |
| 12                                     |                                        | Ana Moser                                     | Ministério do Esporte                  | 1 de janeiro de 2023   | 13 de setembro de 2023 | Luiz Inácio Lula da Silva |
| 13                                     |                                        | André Fufuca                                  | Ministério do Esporte                  | 13 de setembro de 2023 | —                      | Luiz Inácio Lula da Silva |